# Плаћање стоком и мјереним сребром
По доласку на балканске просторе, платежно средство Словена је било: платно, стока и мјерено сребро (мјерено ковано сребро ће се као облик плаћања „примитивним новцем“ задржати све вријеме средњег вијека, упоредо са кованим новцем и у комбинацији са њим). Затечени старосједиоци, већ су вјековима користили византијски новац, којим су плаћали и порезе. У раздобљу између IX и XI вијека, као платежно средство међу становништвом у српским жупама коришћена је и даље стока, мјерено сребро (у облику гривни, на примјер) али и ковани византијски новац. Биле су могуће и комбинације ових начина плаћања, па би се један дио цијене, на примјер, плаћао у стоци, а други (већи или мањи) у новцу или кованом сребру. Још увијек су у континенталном дијелу земље, за вријеме Стефана Првовјенчаног (Жичка повеља) казне изражаване у коњима и воловима, да би већ за краља Милутина биле изражаване у новцу, чак и за сељаке (доказ да је монетарна привреда захватила и ниже слојеве друштва). У вријеме Стефана Дечанског, када је краљ оснивао манастир Дечане и давао му повластице, у чл. LII Повеље, такође је наведена комбинација примитивног плаћања стоком и кованим новцем: „Краљевство ми освободи и откупи моје цркве попове у епископа хвостанског Николе за 400 оваца са јагањцима и за 500 перпера“. То указује да се овакав, комбиновани начин плаћања задржао и у каснијим периодима средњег вијека.

## Мјерено сребро
Пример начина плаћања мјереним сребром је наведен и у Призренској тапији, сачињеној између 1346. и 1366. године, где је записано да Доброслав продаје брату Ману Драганчину двор (имање) у Призрену по цени од 8 литара сребра („цена би двора тога осам литр сребра“). Мјерено сребро се као „примитивни“ новац помиње у даровницама манастирима и после Немањића: кнез Лазар је приложио манастиру Раваници, 1381. године, 150 литара (кованог) сребра.

### Сребрне алке
Сребрне алке (гривне) су један вид коришћења сребра као примитивног плаћања мјереним кованим сребром у средњем вијеку. Алке су могле бити већих и мањих димензија. У манастиру Старо Нагорично (1317-1318) чије је осликавање наручио краљ Милутин, на фресци која приказује Јудино издајство - уместо 30 сребрњака су приказане сребрне гривне (алке) у више величина. Мотив гривни се налази и на фрескама Христових страдања (Јуда враћа свештеницима сребрњаке) у манастиру Дечани, задужбини краља Стефана Дечанског, из 1330. године. Овај мотив гривни је био унесен под утицајем локалног становништва, које је плаћање вршило мереним сребром у облику гривни, што је било уобичајено за то време. Фреске потврђујуи употребу накита у функцији новца.

### Литра као јединица масе
Мјерење кованог сребра (често у облику алки, тј. гривни) Срби су научили од Византинаца и латинских трговаца. Сребро се мјерило у српским литрама (постоје три непоуздане верзије о маси ове литре: 288,316 и 337,24 грама). Српска се литра делила на 12 унчи, унча на шест аксађа, а аксађ на две полутине. Постојале су различите литре, везане за трговачке и рударске центре у држави (литре Новог Брда, Смедерева, Сребр(е)нице, Рудишта и друге). У већини држава Европе тога времена су, поред литре, постојале и мере за масу: фунта и римска либра.